# Мехабадська Республіка
Мехабадська Республіка (курдська: Komarî Mehabad/کۆماری مەھاباد, фарсі: جمهوری مهاباد) — офіційно відома як Республіка Курдистан, що була створена в Іранському Курдистані, недовготривалий курдський уряд. Держава охоплювала лише невеликий терен, в тому числі Мехабад і Піраншехр, Сердешт, Букан, Накада і Ушнавія. Республіку було засновано і скасовано під час кризи в Ірані на першому етапі холодної війни.

## Передумови
Іран було окуповано союзниками в кінці серпня 1941 року, СРСР контролював північ. За відсутності центрального уряду, СРСР намагався поширити вплив на північно-західний Іран і сприяв курдському націоналізму. Ці чинники призвели до маніфесту про прагнення курдського народу до автономії та самоврядування в рамках Іранської держави.
У місті Мехабад, населеного переважно курдами, комітет складений середнім класом за підтримки племінних вождів, взяв на себе місцеве самоуправління. Була утворена політична партія "Суспільство за відродження Курдистану" (Komeley Jiyanewey Kurdista) або в просторіччі Камала. Казі Мухаммед, глава родини релігійних юристів, був обраний головою партії. Хоча республіка не була офіційно оголошена до грудня 1945 року, Камала Казі керувала вельми ефективно республікою протягом більше п'яти років, до скасування.

## Відносини з СРСР
СРСР, як правило, мало амбівалентне ставлення до курдської адміністрації — не розташовувало гарнізону поблизу Мехабаду, а також не мала ніяких цивільних агентів впливу. Надавали адміністрації Казі автотранспорт, стримуючи іранську армію, і купували весь врожай тютюну. З іншого боку, СРСР був не задоволений відмовою Камали увійти у склад Демократичної Республіки Азербайджан на правах автономії, і не підтримував ідею утворення незалежної курдської держави. Але СРСР допустив безпечний прохід Мустафи Барзані та його послідовників у Радянський Союз після падіння Мехабаду.

## Заснування
У вересні 1945, Казі Мухаммад й інші курдські лідери відвідали Тебріз шукаючи підтримку радянського консула щодо заснування нової республіки, а потім були перенаправлені в Баку, Азербайджанська РСР. Там вони дізналися, що Демократична партія Іранського Азербайджану планує взяти під свій контроль Іранський Азербайджан. 10 грудня, Демократична партія взяла під свій контроль провінцію Східний Азербайджан створивши Азербайджанський Демократичний уряд. Казі Мухаммед вирішив зробити те ж саме, і 15 грудня, уряд курдського народу було проголошено в Мехабаді. 22 січня 1946, Казі Мухаммед оголосив про створення Мехабадської Республіки. Деякі з цілей, згаданих у маніфесті включали:
1. Автономія для іранських курдів в рамках Іранської держави.
2. Використання курдської мови в освіті та управлінні.
3. Вибори у провінційні ради Курдистану для адміністрування і вирішення соціальних питань.
4. Всі державні чиновники, мають бути місцевого походження.
5. Єдність і братерство з азербайджанським народом.
6. Створення єдиного закону для селян і верхівки.

## Скасування
26 березня 1946, через тиск з боку західних держав, таких як Сполучені Штати, СРСР обіцяли іранському уряду провести вивід військ з північного заходу Ірану. У червні, Іран відновив контроль над Іранським Азербайджаном. Цей крок ізолював Мехабадську Республіку, що в кінцевому підсумку призвело до її скасування.
Мехабадська Республіка залежала від радянської підтримки. Арчибальд Буллок Рузвельт-молодший , онук колишнього президента США Теодора Рузвельта, пише, що головна проблема Мехабадської Республіки в тому, що курди потребували сприяння СРСР, і тільки з Червоною Армією вони мали шанс. Проте, близькі відносини з СРСР відштовхнули республіку від більшості західних країн, змушуючи їх шукати контакти з Іраном. Казі Мухаммед не заперечував, що його республіка фінансувалася і постачалася з СРСР, але заперечував, що Камала була Комуністичною партією. Він стверджував, що це провокація іранських військових, і додав, що його ідеали дуже відрізняються від комуністичних".
Втративши внутрішню підтримку Казі Мухаммед, особливо серед курдських племен, які підтримали його на початковому етапі, республіка зазнала нестачу продуктів першої необхідності, через зовнішню ізоляції. Економічна і військова допомога СРСР на той час була припенена, і племена не бачили причин для підтримки Казі Мухаммеда. Мехабадська Республіка була економічно банкрутом і рішення цієї проблеми було не можливим без інтеграції в Іран
15 грудня іранські війська увійшли і захопили Мехабад. Першими кроками іранської влади було закриття курдських друкарень, заборона викладання курдської мови, і знищення всіх курдських книг, які вони могли знайти. 31 березня 1947 року, Казі Мухаммад був повішений у Мехабаді, звинуваченний у державній зраді.

## Післямова
Мустафа Барзані, зі своїми солдатами з Іракського Курдистану, сформував основу Республіканських військ. Після падіння республіки, більшість солдат і чотири офіцери іракської армії вирішили повернутися в Ірак. Офіцери були засуджені до смертної кари за повернення до Іраку і сьогодні проголошені разом з Казі героями-мученика Курдистану. Кілька сотень солдат вирішили залишитися з Барзані. Вони відбили всі спроби іранської армії перехопити їх, і п'ятитижневим маршем прорвалися до Азербайджанської РСР..
У жовтні 1958, Мустафа Барзані повернувся в Північний Ірак, розпочавши боротьбу за автономію курдського регіону на чолі з ДПК, під тим же прапором, який був використаний в Мехабаді.
Масуд Барзані, сьогоденний президент Іракського Курдистану, син Мустафи Барзані. Він народився в Мехабаді, коли його батько був головнокомандувачем військ у Мехабаді.